# Poncijan
Poncijan, papa od 21. srpnja 230. do 28. rujna 235.

## Životopis
O njemu se zna malo više nego o njegovim prethodnicima. Za vrijeme njegova pontifikata, Hipolit Rimski, prestao je biti protupapa. Car Maksiminus Traks, jedan od tzv. vojničkih careva, prognao je Poncijana i crkvene dužnosnike, ujedno i Hipolita Rimskog na Sardiniju. Poncijan je odstupio s mjesta pape 25. ili 28. rujna 235. te je dao rimskoj zajednici na raspolaganje izbor novoga pastira. Umro je zbog nehumanih uvjeta u sardinijskim rudnicima. Papa Fabijan dao je prenijeti njegove posmrtne ostatke u Rim i pokopao ih u katakombama pape Kalista I. Poncijanov epitaf otkriven je 1909. s natpisom "Pontianos, episk (Poncijan, biskup)". Slavi se kao svetac. Spomendan mu je bio 19. studenog, ali je prebačen 13. kolovoza.